# Бон (Амурская область)
Бон — село в Архаринском районе Амурской области, входит в состав городского поселения «Рабочий посёлок (пгт) Архара».

## Этимология
Название села с эвенкийского языка переводится как мелкий снег, снежная крупа.

## География
Село Бон стоит вблизи правого берега реки Архара.
Дорога к селу Бон идёт от посёлка Архара параллельно железной дороге (в восточном направлении) через станцию ДВЖД Балластный Карьер, расстояние до районного центра — около 4 км.

## Население
| 2002 | 2010 | 2012 | 2013 | 2014 | 2015 | 2016 |
| ---- | ---- | ---- | ---- | ---- | ---- | ---- |
| 25   | ↘16  | ↘14  | ↘11  | ↘10  | ↗11  | →11  |
| 2017 | 2018 |      |      |      |      |      |
| →11  | ↘7   |      |      |      |      |      |

## Улицы
В селе имеется одна улица — Центральная.